# تعليم غامر
التعلم الغامر هو طريقة تعلم ينغمر فيها الطلاب في حوار افتراضي، ويُستخدم الشعور بالتواجد كدليل على الانغمار. يمكن إنشاء الحوار الافتراضي بطريقتين هما استخدام التقنيات الافتراضية، والسرد مثل قراءة كتاب. تشتمل دوافع استخدام الواقع الافتراضي في التدريس على: كفاءة التعلم، ومشكلات الوقت، وعدم إمكانية الوصول المادي، والقيود بسبب الحالات الخطيرة، والمشكلات الأخلاقية.

## أنواع التعليم الغامر

### الجانب التقني
تُدعم معظم أنشطة التعلم الغامر بواسطة أدوات افتراضية تشمل الواقع المعزز (إيه آر) والواقع الافتراضي (فيّ آر) وبيئة التعلم الافتراضية (فيّ إل إي). عند الحديث عن الواقع الافتراضي الغامر، نشير هنا تحديدًا إلى الحالات التي يشعر فيها المشاركون «بوجودهم» في مكان افتراضي. تشمل المشاريع الافتراضية الأكثر ذكرًا للأغراض التعليمية سكند لايف (الحياة الثانية) ونظام كايف للواقع الافتراضي وإيه إي تي زون والتي تُستخدم في مجموعة واسعة من التخصصات.
نوقش نظام كايف من بين جميع الأدوات التقنية التي تدعم التعلم الغامر، مناقشة واسعة وعُرّف بأنه بيئة تشبه الغرفة مزودة بشاشات عرض. درس مختبر التصور الإلكتروني بجامعة إلينوي نظام كايف لأول مرة في عام 1992، ما سمح للشاشات الضخمة بإشراك عدد كبير من الجماهير. عرّف شيرمان وكريغ نظام كايف بأنه مكان واقع افتراضي يشبه المسرح، يتم إنشاؤه بصريًا بواسطة التصوير المولد بالحاسوب. تحتوي معظم أنظمة كايف اليوم على 3-6 جدران (بما فيها السقف والأرضية)، على شكل مكعب أو أسطوانة. تُدعم بقنوات متعددة الاستشعارات للتفاعل مع المحتوى البشري، خاصةً المرئي، تُنتج ارتباطات حسية أخرى مثل اللمس والصوت والرائحة. يبدو في هذه المرحلة أن التركيبة المرئية والصوتية المكانية هي التركيبة الأكثر استخدامًا لتحقيق مستوى محدد من الانغمار.

### الجانب المعرفي
تُستخدم كلمة «الغمر النصي» لوصف هذا النوع من الانغمار المعرفي، فجميع الأشخاص لديهم ما يسمى بأحلام اليقظة، لتصوير أنفسهم كأنهم في الواقع في القصة ويصبحون أبطال الرواية فيها. توصف هذه الظاهرة بالتوهان في أو الانخراط أو الانجرار إلى قصة، عن طريق المخيلة أو مشاركة إعلامية أخرى مثل الأدب والأفلام.
يعتبر موراي الانغمار أيضًا تجربة تخلق أكثر من عالم واقعي، تُنظم عن طريق إدراك الجمهور الخاص. أيضًا، يُصنف الانغمار المعرفي الناتج عن السرد في كتاب ريان إلى ثلاثة أنواع: الانغمار المكاني والانغمار الزمني والانغمار العاطفي.
تلعب المحاكاة الحسية دورًا أساسيًا لتحقيق الانغمار العقلي، مع تركيبة الحواس الأساسية والثانوية. يُرحب بالمشاركة الصوتية في القصص المرئية كوسيلة لتحقيق التواجد (الحضور عن بُعد)، إذ تساعد الموسيقى على إثارة العوامل العاطفية مثل السعادة والغضب والسكينة والانفعال.

## مجالات التطبيق
بدأ الواقع الافتراضي في المشاركة في الأغراض التعليمية كأداة تعليمية لنقل المعرفة بطريقة غامرة. يستفيد من الخصائص التي يملكها الواقع الافتراضي مثل الانخراط والتسلية، لتعليم الفن، والتاريخ، والجغرافيا وعلم الحيوان. تختلف النظريات التربوية من بين أغراض التعلم عن النظريات المبنية والبنائية والموضوعة.
تُقدم جميع أنواع التعلم الثلاثة جيدًا عن طريق الواقع الافتراضي، إذ يدعم مجموعة واسعة من الاستكشافات والإنشاءات المجانية. عمومًا، يمكن للواقع الافتراضي أيضًا تحسين الاحتفاظ بالمعرفة وتحفيز الطلاب.

### التدريب على المهارات
يشير التدريب على المهارات هنا إلى التدريب بمستوى معين من المهارات المهنية للبالغين. يدعم التعلم الغامر محاكاة التواجد في بيئة خطيرة أو غير مألوفة، كطريقة آمنة وفعالة لتدريب الموظفين. ففي عملية التدريب على الرافعة الشوكية، بنى فريق البحث واقع افتراضي مبني على أساس نظام كايف لمحاكاة الحوادث. وفي عملية تدريب المشغل، أمكن التدريب على بعض سيناريوهات المصنع مثل العمليات الروتينية والاستجابة للطوارئ في نفس المساحة الشبيهة بنظام كايف، ويسمح أيضًا للاعبين المتعددين بالقيام بالعمل الجماعي.

### العلاج
يبدو أن التعلم الغامر يحاكي عادةً الحادث الذي يحتاج إلى دعم طبي فوري، بما في ذلك النوبة القلبية والإغماء. توجد دراسات عملية في تدريس التشريح المجسم ثلاثي الأبعاد في كل من الجامعات ووكالات الأدوية، وتبنى بيئة غامرة لتعلم علم التشريح لطلاب الطب. يُسمح للطلاب بتحريك نماذج الأجزاء البشرية الحقيقية باستخدام شاشة، وتسمح الشاشة المرئية بالتكبير لتصفح المزيد من التفاصيل، بدلًا من الكتاب المدرسي ثنائي الأبعاد الممل. يمكن العثور على مزيد من الدراسات ذات الصلة في وكالات البحوث عديدة تشمل هارفاردميدسيم وأوتيزم تريتمينت (علاج التوحد) وهيلثي سيميوليشن (المحاكاة الصحية).